# Liste der Kulturdenkmäler in Wattenheim
In der Liste der Kulturdenkmäler in Wattenheim sind alle Kulturdenkmäler der rheinland-pfälzischen Ortsgemeinde Wattenheim aufgeführt. Grundlage ist die Denkmalliste des Landes Rheinland-Pfalz (Stand: 19. Dezember 2024).

## Denkmalzonen
| Bezeichnung          | Lage | Baujahr                 | Beschreibung | Bild            |
| -------------------- | --- | ----------------------- | --- | --------------- |
| Denkmalzone Ortskern | Hauptstraße 1–47 (ungerade Nummern) und 4–44 (gerade Nummern), Hettenleidelheimer Straße 11–13, Kirchgasse 1–5, Pfarrbrunnengässchen Lage | 18. und 19. Jahrhundert | geschlossenes Straßenbild eines typisch pfälzischen Dorfes des 18. und 19. Jahrhunderts, mit zwei Kirchen, Pfarrhäusern, ehemaligem herrschaftlichen Hof, Rathaus, Schule, Steuereinnehmerei, Torhausbauten | Fotos hochladen |

## Einzeldenkmäler
| Bezeichnung                       | Lage                                                                | Baujahr                                | Beschreibung | Bild                           |
| --------------------------------- | ------------------------------------------------------------------- | -------------------------------------- | --- | ------------------------------ |
| Friedhof                          | Friedhofsstraße Lage                                                | ab dem 18. Jahrhundert                 | umfriedetes Areal, Bruchsteinmauer mit gründerzeitlichen Gittertoren; Friedhofskreuz des 19. Jahrhunderts; in der Mauer vier barocke Grabplatten; zwei Grabkreuzfüße, 1801 und 1795; zwei barocke Grabkreuze und zwei barocke Grabplatten, 18. Jahrhundert; Familie Hofmann: zwei gusseiserne Grabkreuze, wohl 1860 und 1867; B. Pfister († 1884), neugotisches gusseisernes Grabkreuz; Kriegerdenkmal 1870/71, bezeichnet 1903; aufwändige Ruhestätte Familie J. Alles, um 1900; Geschwister Rudolph, offenes Tempelchen, frühes 20. Jahrhundert; Familie H. Rauch (ab 1913), Ädikula mit Trauernder; Eheleute Derk (ab 1913), Ädikula mit Christus; Familien Pfister und Schmelz (ab 1887), dreiteilige Neurenaissanceanlage | Fotos hochladen                |
| Hofanlage                         | Hauptstraße 1 Lage                                                  | 18. und 19. Jahrhundert                | Vierseithof, 18. und 19. Jahrhundert; Krüppelwalmdachbau, zweite Hälfte des 18. Jahrhunderts, Erweiterung 1844; straßenbildprägend | Fotos hochladen                |
| Wegekreuz                         | Hauptstraße, gegenüber Nr. 1 Lage                                   | 1844                                   | Balkenkreuz, Kunststein-Korpus, bezeichnet 1844 und 1867 (renoviert) | Fotos hochladen                |
| Blumencronscher Hof               | Hauptstraße 3/5/7 Lage                                              | spätes 18. oder frühes 19. Jahrhundert | dreizehnachsiger Krüppelwalmdachbau, spätes 18. oder frühes 19. Jahrhundert; Spolie: barocker reliefierter Wappenstein | Fotos hochladen                |
| Gemeindeverwaltung                | Hauptstraße 10 Lage                                                 | 1830/32                                | ehemaliges katholisches Pfarrhaus, jetzt Gemeindeverwaltung; bichromer klassizistischer Walmdachbau, 1830/32, Architekt Johann Bernhard Spatz, Speyer | Fotos hochladen                |
| Rathaus                           | Hauptstraße 11 Lage                                                 | 1730                                   | ehemaliges Rathaus; repräsentativer spätbarocker Krüppelwalmdachbau, 1730 | Fotos hochladen                |
| Architekturteile                  | Hauptstraße, an Nr. 12 Lage                                         | spätes 18. Jahrhundert                 | spätbarocke Architekturteile in der Mittelachse der Straßenfassade: ehemaliger Türsturz bezeichnet 1789, Figurennische, Fenster mit reich profiliertem Gewände und szenischem Relief in Rokoko-Tradition | Fotos hochladen                |
| Hofanlage                         | Hauptstraße 15 Lage                                                 | 1801                                   | straßenbildprägende Hofanlage; Krüppelwalmdachbau, bezeichnet 1801, Torfahrt 1875 überbaut, Wirtschaftsbauten | Fotos hochladen                |
| Hofanlage                         | Hauptstraße 28 Lage                                                 | 18. und 19. Jahrhundert                | straßenbildprägender Vierseithof, 18. und 19. Jahrhundert; spätbarockes Wohnhaus, Ende des 18. Jahrhunderts, überbaute Torfahrt, rückwärtig bezeichnet 1823, Gewölbestall über Säulen, Mitte des 19. Jahrhunderts | Fotos hochladen                |
| Schulhaus                         | Hauptstraße 34 Lage                                                 | 1839–42                                | anspruchsvoller Putzbau im Rundbogenstil, bezeichnet 1839–42; straßenbildprägend | Fotos hochladen                |
| Katholische Pfarrkirche St. Alban | Hauptstraße 48 und ohne Nummer Lage                                 | 1892/93                                | dreischiffige neugotische Halle, Sandsteinquaderbau, 1892/93, Architekt Wilhelm Schulte I., Neustadt; ortsbildprägend; Nr. 48: Katholisches Pfarrhaus, stattlicher Walmdachbau, 1895 | weitere Bilder Fotos hochladen |
| Spolien                           | Hauptstraße, an Nr. 66 Lage                                         | spätes 18. Jahrhundert                 | zwei Sandsteinreliefs, wohl aus dem späten 18. Jahrhundert | BW                             |
| Hofanlage                         | Hauptstraße 67 Lage                                                 | 18. und 19. Jahrhundert                | Vierseithof, 18. und 19. Jahrhundert; zweiteiliges Wohnhaus: spätbarocker Krüppelwalmdachbau, bezeichnet 1792, Torhausbau bezeichnet 1816, Kellerpforte bezeichnet 1839; Wirtschaftsbauten bezeichnet 1788; Bauerngarten um 1900 | Fotos hochladen                |
| Autobahnmeisterei                 | Hettenleidelheimer Straße Lage                                      | um 1936/37                             | rechtwinklige Anlage aus eingeschossigen sandsteinverkleideten Bauten, Magazingebäude teilweise Fachwerk und Backstein, um 1936/37 | Fotos hochladen                |
| Wegekreuz                         | Hettenleidelheimer Straße Lage                                      | frühes 20. Jahrhundert                 | Wegekreuz, neubarocker Sockel, Metallguss-Korpus, frühes 20. Jahrhundert | Fotos hochladen                |
| Hofanlage                         | Hettenleidelheimer Straße 6 Lage                                    | 18. und frühes 19. Jahrhundert         | Hakenhof, 18. und frühes 19. Jahrhundert; eingeschossiges Wohnhaus, bezeichnet 1823 (Umbau); ortsbildprägend | Fotos hochladen                |
| Protestantisches Pfarrhaus        | Kirchengasse 2 Lage                                                 | 1894                                   | eineinhalbgeschossiger Neurenaissancebau, 1894 | Fotos hochladen                |
| Protestantische Kirche            | Kirchengasse 4 Lage                                                 | erste Hälfte des 13. Jahrhunderts      | Chorturm, erste Hälfte des 13. Jahrhunderts, Glockengeschoss, Helm und Haube barock; barocker Saal, bezeichnet 1772, mit mittelalterlichen Resten(?); mit Ausstattung | weitere Bilder Fotos hochladen |
| Wegekreuz                         | Leininger Straße, bei Nr. 11 Lage                                   | zweite Hälfte des 19. Jahrhunderts     | Wegekreuz, Sandsteinsockel, Gusseisenkruzifix, wohl aus der Eisenberger Hütte, zweite Hälfte des 19. Jahrhunderts | Fotos hochladen                |
| Pietà                             | Speyerer Straße, bei Nr. 5 Lage                                     | Mitte des 18. Jahrhunderts             | Pietà, spätbarocke Holzskulptur, Mitte des 18. Jahrhunderts | Fotos hochladen                |
| Inschriftplatte                   | Staufergasse, an Nr. 17 Lage                                        | 1839                                   | Inschriftplatte, perlstabgerahmte Sandsteinplatte mit Bauinschrift, bezeichnet 1839 | BW                             |
| Combekreuz                        | westlich des Ortes an der Hochstraße; Distrikt Auf der Platte Lage  | 16. Jahrhundert                        | Steinkreuzfragment, wohl aus dem 16. Jahrhundert | BW                             |
| Metzgerstein                      | westlich des Ortes beim Combekreuz; Distrikt Auf der Platte Lage    | um 1730                                | Oberteil eines Sandsteinkreuzes, wohl um 1730, bezeichnet 1744, 1746, 1749 (Grenzumgänge?) | BW                             |
| Waßner- oder Jakobskreuz          | westlich des Ortes an der Hochstraße; Distrikt Kleine Böhl Lage     | 1866                                   | Sandsteinkreuzfragment, bezeichnet 1866 | BW                             |
| Fliegenstein                      | westlich des Ortes; Flur Am Eisenberger Wald Lage                   |                                        | Menhir, Sandsteinblock als Bekrönung eines Hügelgrabs | BW                             |
| Grenzstein                        | westlich des Ortes beim Fliegenstein; Flur Am Eisenberger Wald Lage |                                        | Grenzstein mit Wappenrest und Hufeisenrelief | BW                             |
| Wegekreuz                         | westlich des Ortes; Distrikt Auf den Allmenden Lage                 | 19. oder 20. Jahrhundert               | Wegekreuz; umfriedetes Sandsteinkreuz, 19. oder 20. Jahrhundert | BW                             |